# Чумак Євген Федорович
Євген Федорович Чумак (6 травня 1946, Ворошиловськ — 8 червня 2012, Луганськ) — український скульптор. Народний художник України (2006).

## Біографія
Євген Федорович Чумак народився 6 травня 1946 року в місті Ворошиловськ (нині — Алчевськ) Луганської області Української РСР.
Закінчив Луганське художнє училище (1965), Харківський художньо-промисловий інститут (1970).
Працював викладачем у Луганському художньому училищі, скульптором у Луганському художньо-виробничому комбінаті.
З 1973 року брав участь у виставках. Член Спілки художників УРСР (1982), Міжнародної асоціації «Художники світу» (1996).
Занесений до «Всесвітньої енциклопедії художників світу всіх часів і народів» (видання Лейпциг — Мюнхен, т. 23, 1999), до «Золотої книги України — 2000».
Професор Луганського національного університету імені Тараса Шевченка.
Євген Чумак помер 8 червня 2012 року. Похорон пройшов через два дні.

## Основні твори
- «Завжди готовий»,
- «Донбасівка»,
- «Тривожна молодість»,
- «Друзі»,
- «У рідному краю»,

### Скульптури
- «Почаївська Богородиця» ( Перевальськ, 2002),
- «Архістратиг Михайло» (Луганськ, 2003).

### Пам'ятники
- «Воїнам визволителям» (Луганськ, 1991),
- «Студентам та викладачам Східноукраїнського національного університету, які загинули в роки Другої світової війни» (Луганськ, 1995),
- «Журавлі» на Могилі Невідомого Солдата (Луганськ, 2000),
- «На честь 2000-річчя Різдва Христового» (Луганськ, 2000),
- «Ліквідатори аварії на Чорнобильській атомній станції» (Луганськ, 2000),
- «Антрацитівцям — учасникам штурму Берліна» ( Антрацит, 2005),
- «Пам'ятник Михайлу Матусовському» (Луганськ, 2007).

## Скульптури

Михайло Матусовський
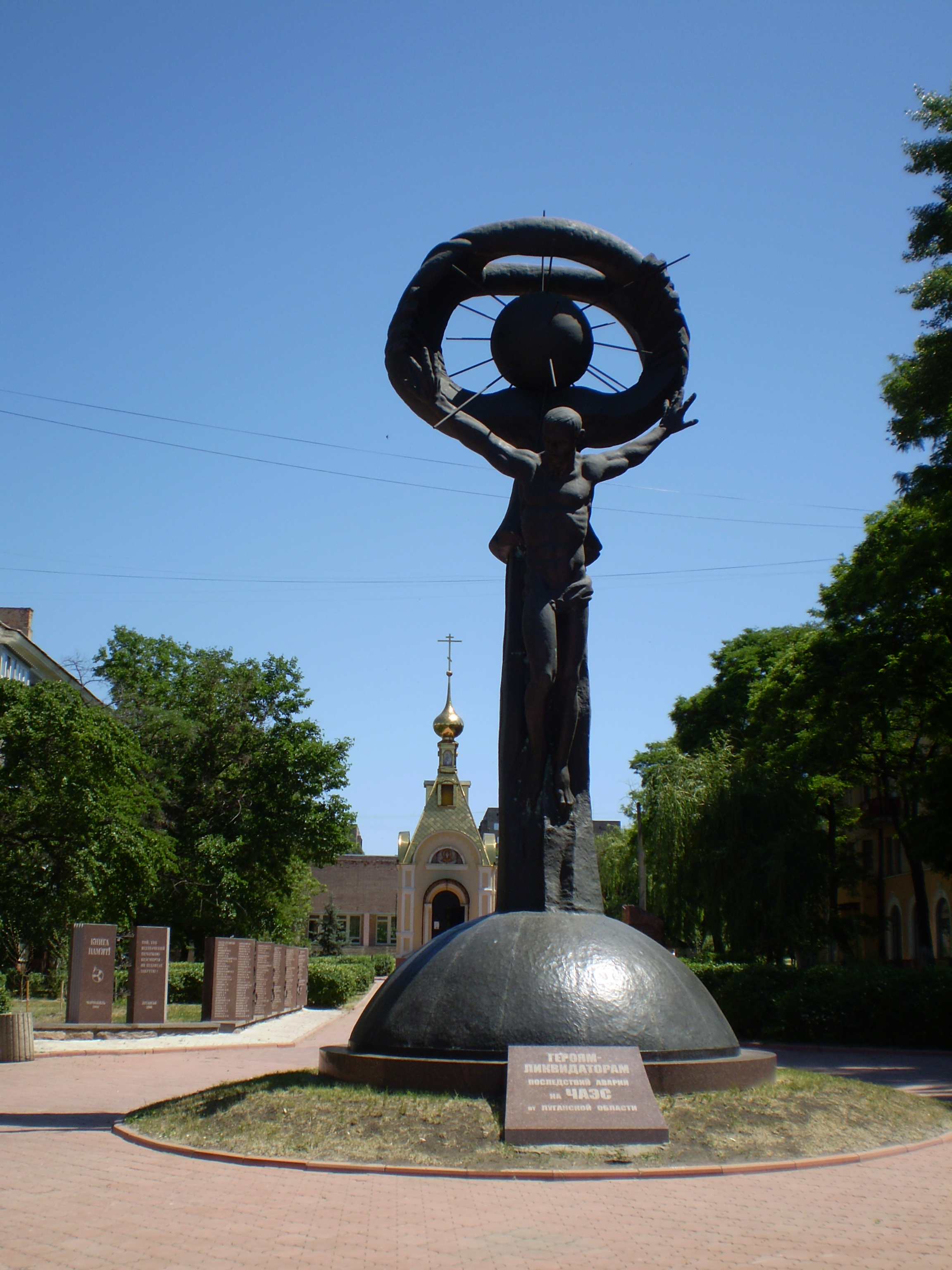
Героям-ліквідаторам наслідків аварії на ЧАЕС
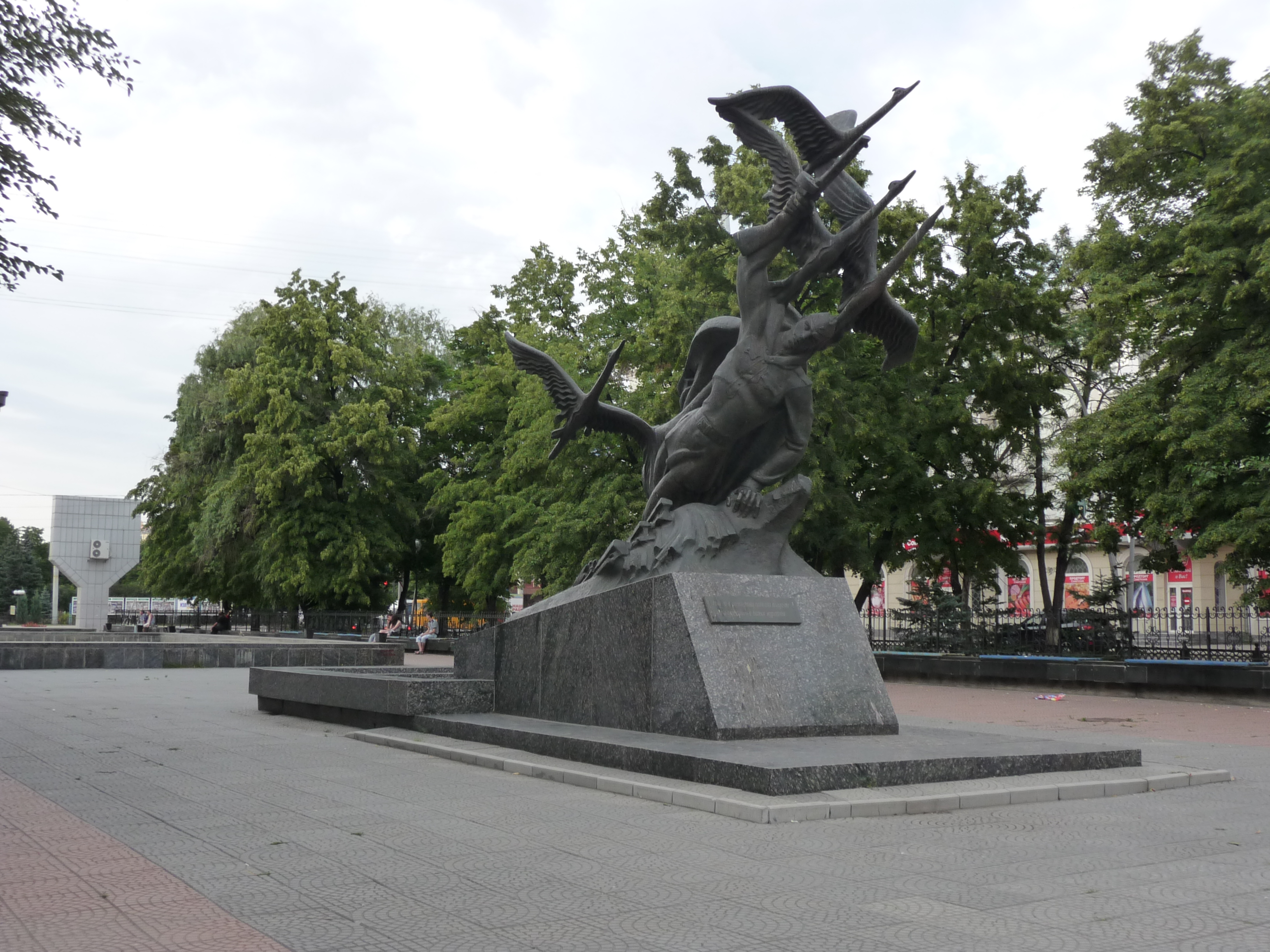
«Журавлі» на Могилі Невідомого Солдата
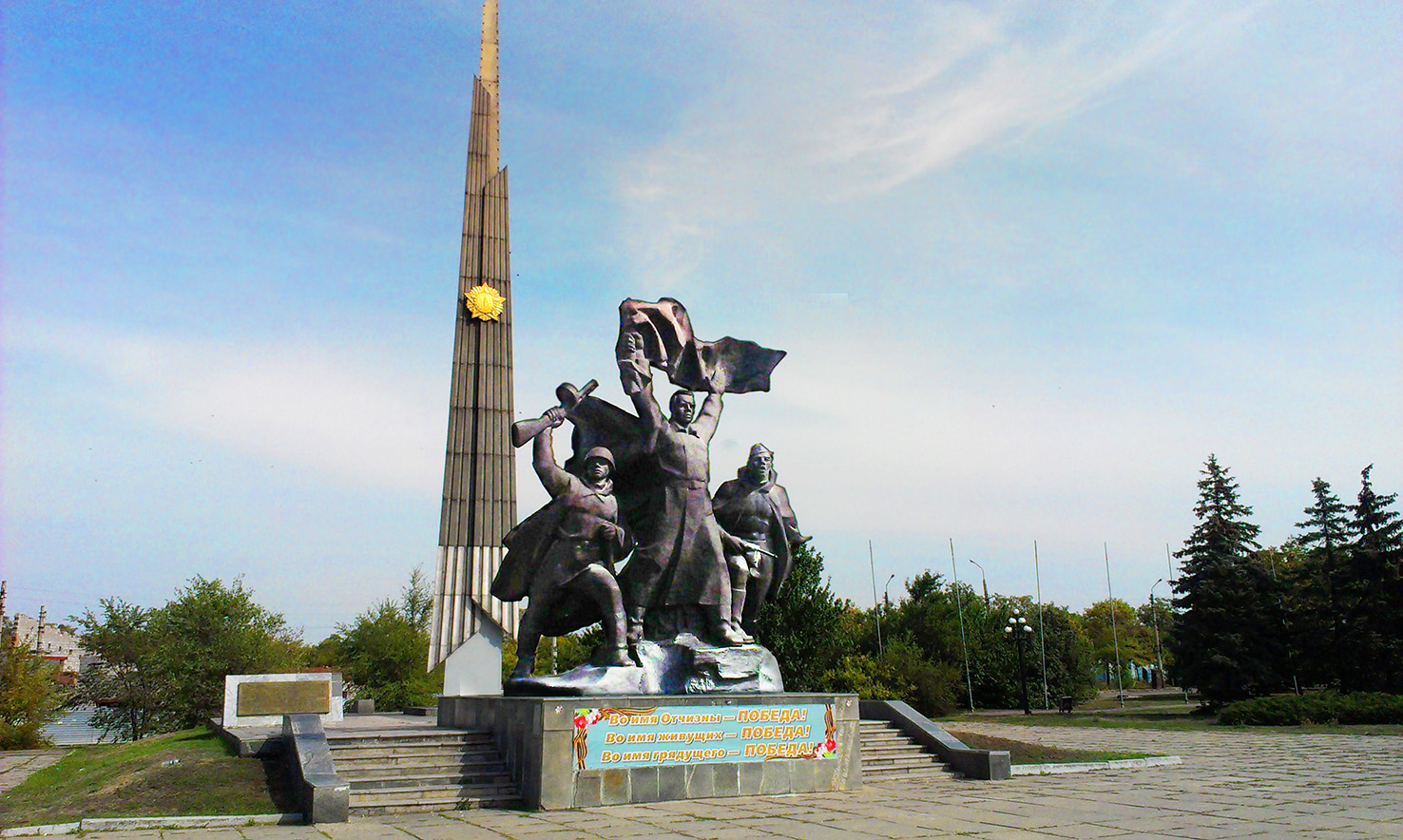
Воїнам визволителям
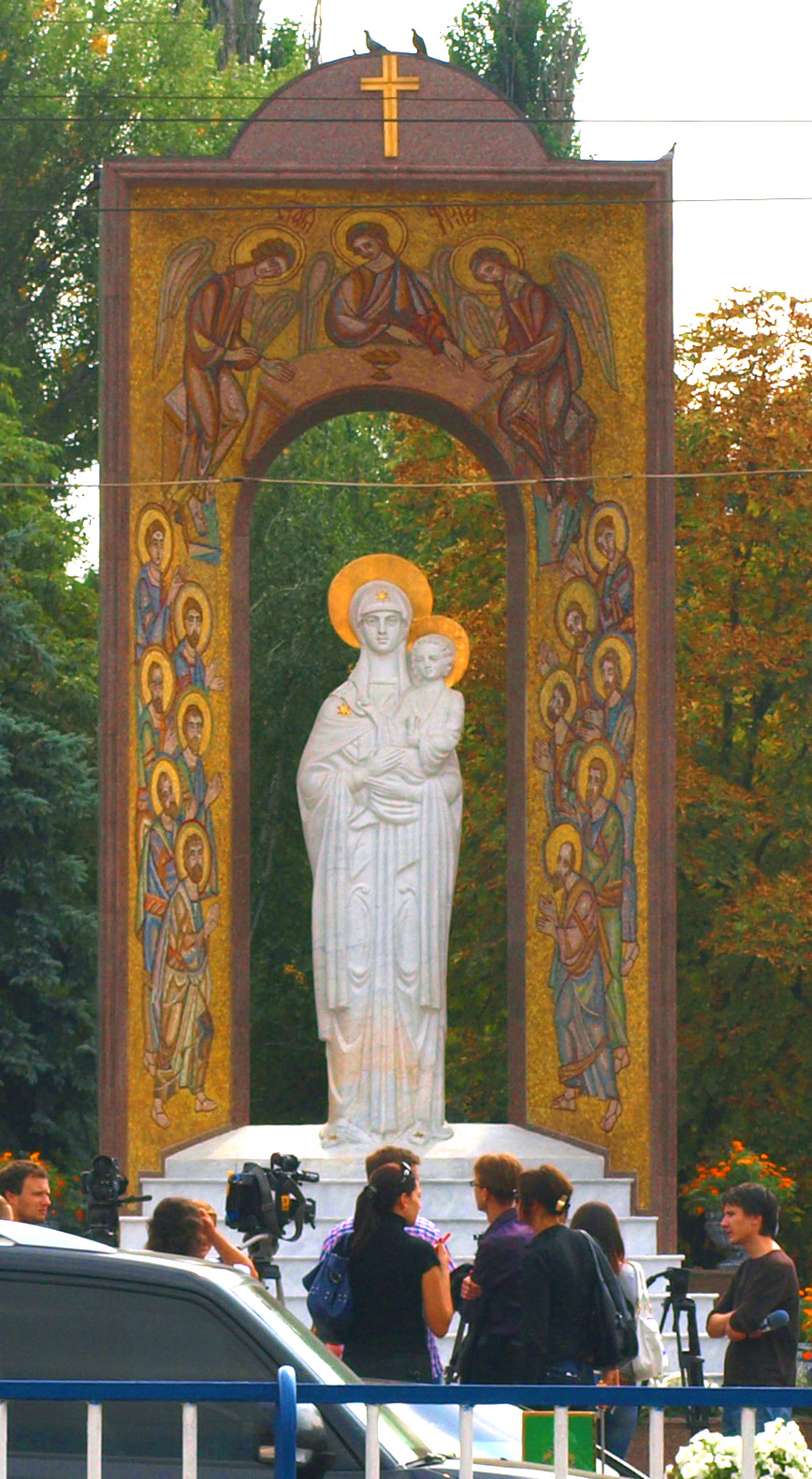
На честь 2000-річчя Різдва Христового

## Нагороди
- Народний художник України (2006);
- Почесний громадянин м. Луганськ (2010)[3].